# Мошковское сельское поселение (Тверская область)
Мошко́вское се́льское поселе́ние — муниципальное образование в составе Торжокского района Тверской области. На территории поселения находится 40 населённых пунктов.
Центр поселения — деревня Мошки.
Образовано в 2005 году, включило в себя территории Мошковского и Булатниковского сельских округов.
Законом Тверской области от 17 апреля 2017 года № 23-ЗО были преобразованы, путём их объединения, муниципальные образования Мошковское и Тредубское сельские поселения в Мошковское сельское поселение.

## Географические данные
- Общая площадь: 193,6 км²
- Нахождение: юго-восточная часть Торжокского района
  - Граничит:
    - на севере — с Пироговским СП,
    - на востоке — с Калининским районом, Медновское СП
    - на юге — с Тредубским СП и Высоковским СП
    - на западе — с Сукромленским СП.

На востоке поселения протекает река Тьма, её приток Рачайна пересекает поселение с запада на восток. С севера на юг проходят железная дорога «Лихославль—Торжок—Ржев» и автодорога «Торжок—Высокое—Берново—Старица».

## Население
По переписи 2002 года — 1412 человек (337 в Булатниковском и 1075 в Мошковском сельском округе), на 01.01.2008 — 1406 человек. 

Национальный состав: русские.

## Населённые пункты
На территории поселения находятся следующие населённые пункты:

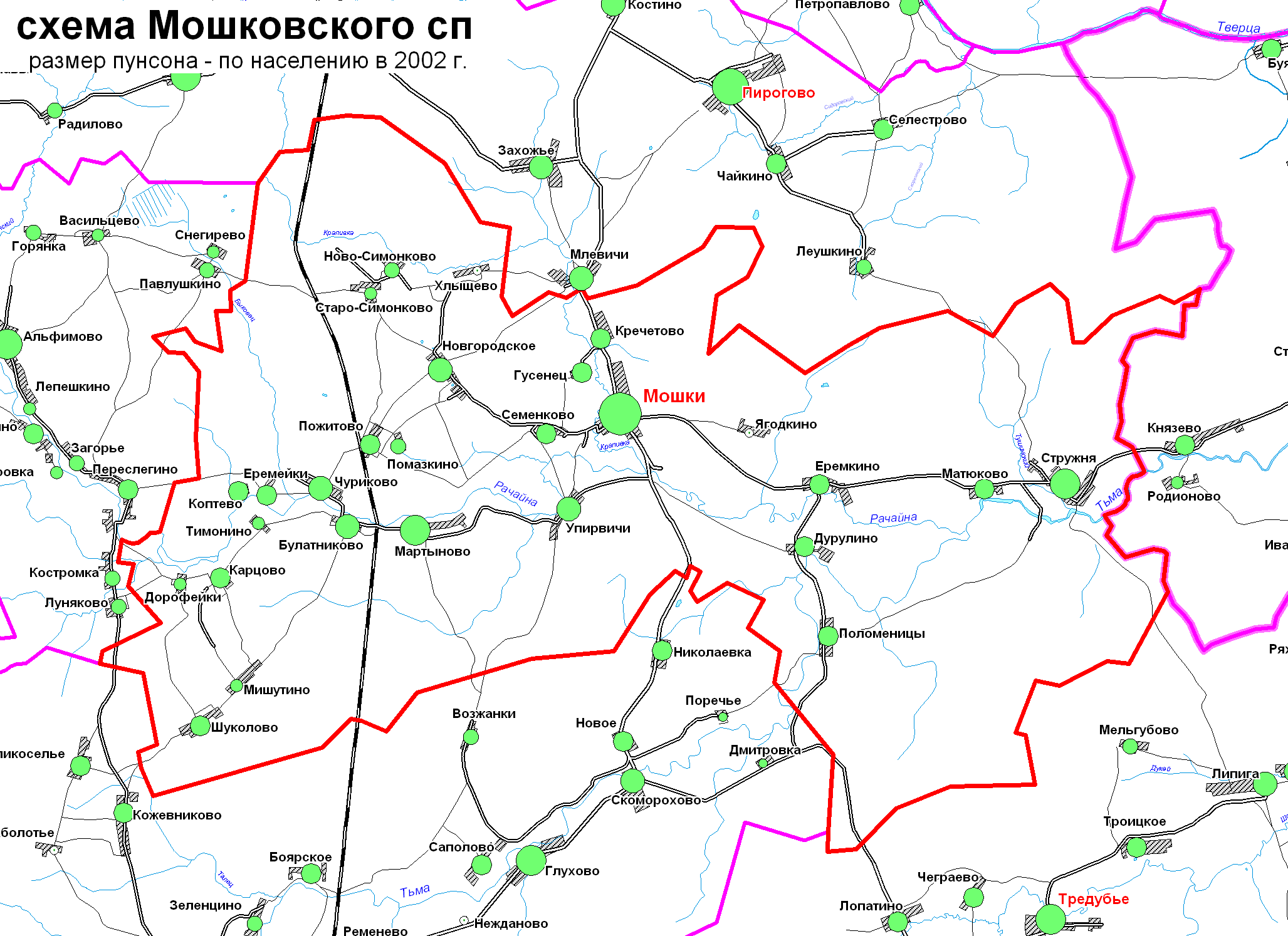
Схема Мошковского сп

| Тип  | Название        | Население | Население | Население |
| Тип  | Название        | 1996      | 2002      | 2008      |
| ---- | --------------- | --------- | --------- | --------- |
| дер. | Мошки           | 552       | 511       | 568       |
| дер. | Гусенец         | 48        | 25        | 32        |
| дер. | Дурулино        | 10        | 26        | 18        |
| дер. | Еремкино        | 42        | 40        | 31        |
| дер. | Кречетово       | 26        | 20        | 27        |
| дер. | Матюково        | 34        | 34        | 19        |
| дер. | Новгородское    | 75        | 67        | 54        |
| дер. | Ново-Симонково  | 4         | 10        | 5         |
| дер. | Пожитово        | 33        | 42        | 33        |
| дер. | Помазкино       | 8         | 9         | 4         |
| дер. | Поломеницы      | 29        | 33        | 26        |
| дер. | Семенково       | 40        | 45        | 47        |
| дер. | Старо-Симонково | 19        | 2         | 3         |
| дер. | Стружня         | 190       | 159       | 169       |
| дер. | Упирвичи        | 41        | 52        | 39        |
| дер. | Хлыщево         | 5         | 0         | 4         |
| дер. | Ягодкино        | 0         | 0         | 0         |
| дер. | Булатниково     | 58        | 60        | 64        |
| дер. | Дорофейки       | 5         | 2         | 1         |
| дер. | Еремейки        | 4         | 14        | 12        |
| дер. | Карцово         | 35        | 33        | 19        |
| дер. | Коптево         | 22        | 18        | 19        |
| дер. | Мартыново       | 150       | 136       | 144       |
| дер. | Мишутино        | 6         | 4         | 3         |
| дер. | Тимонино        | 3         | 4         | 6         |
| дер. | Чуриково        | 70        | 55        | 49        |
| дер. | Шуколово        | 18        | 11        | 10        |

## История
В XI—XIV вв. территория поселения находилась на границе Новгородской земли с Владимиро-Суздальским, затем Тверским княжеством.
В XIV веке присоединена к Великому княжеству Московскому.
- После реформ Петра I территория поселения входила:
  - в 1708—1727 гг. в Санкт-Петербургскую (Ингерманляндскую 1708—1710 гг.) губернию, Тверскую провинцию,
  - в 1727—1775 гг. в Новгородскую губернию, Тверскую провинцию,
  - в 1775—1796 гг. в Тверское наместничество, Новоторжский уезд,
  - в 1796—1929 гг. в Тверскую губернию, Новоторжский уезд,
  - в 1929—1935 гг. в Западную область, Высоковский район,
  - в 1935—1963 гг. в Калининскую область, Высоковский район,
  - в 1963—1990 гг. в Калининскую область, Торжокский район,
  - с 1990 в Тверскую область, Торжокский район.

В середине XIX-начале XX века большинство деревень поселения относились к Мошковской волости Новоторжского уезда.